# Moho Caye
Moho Caye, lokalno poznat kao eng. Wild Orchid Caye, je otok u Karipskom moru, blizu obale Belizea. 
Površina otoka je 0,034 km2 . Otok se nalazi 21 km istočno od naselja Placencije, 9 milja od Koraljnog grebena Belizea i ima oko 900 metara plaže.